# Heinzenberg (bei Kirn)

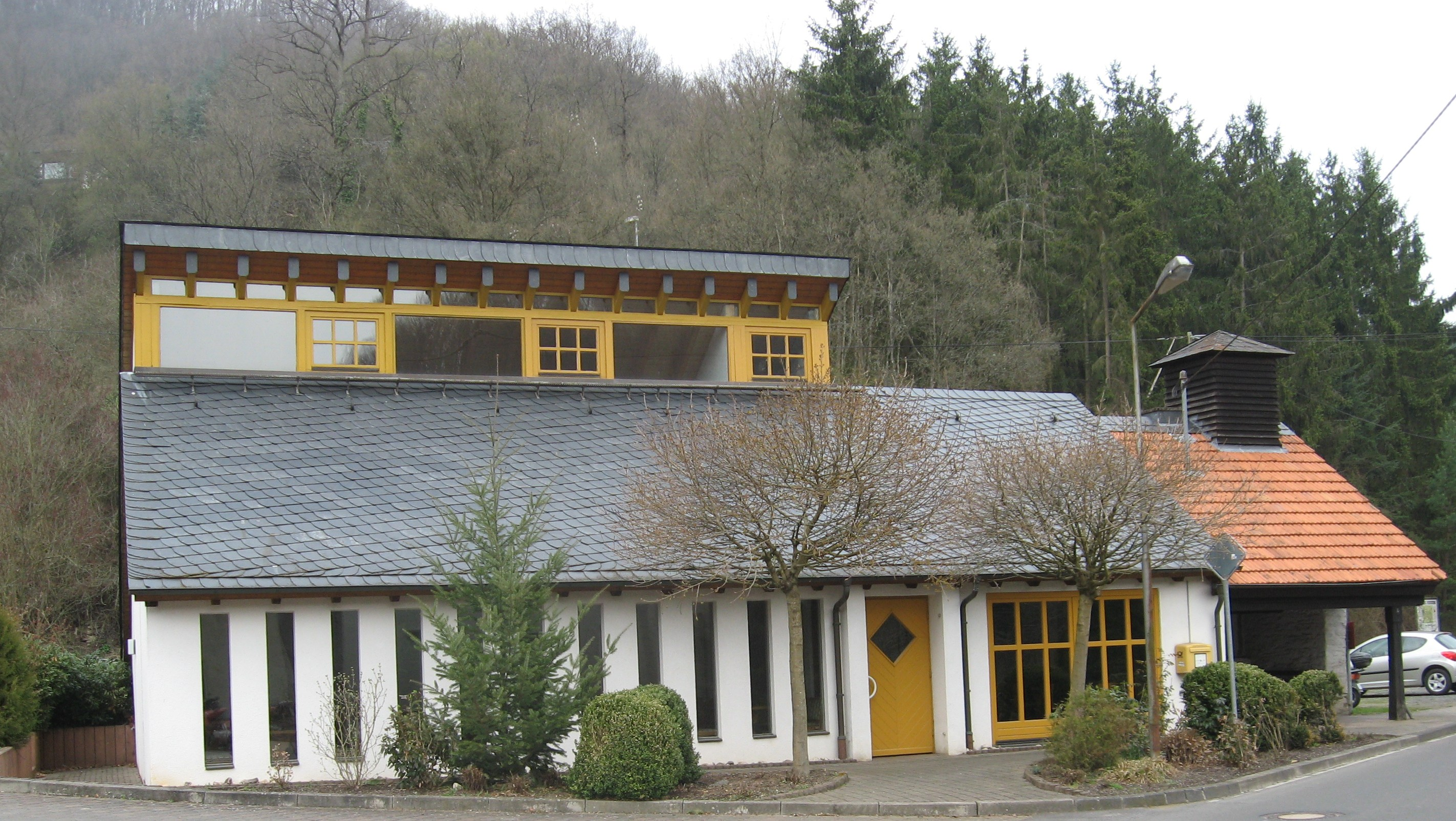
Gemeindehaus an der B 421

Heinzenberg ist eine Ortsgemeinde im Landkreis Bad Kreuznach in Rheinland-Pfalz. Sie gehört der Verbandsgemeinde Kirner Land an.

## Geografie
Heinzenberg liegt im tief eingeschnittenen Kellenbachtal im südlichen Hunsrück, ca. vier Kilometer von der Einmündung des Bachs in die Nahe entfernt. Die Bundesstraße 421 verläuft durch den Ort.
Zu Heinzenberg gehört auch der Wohnplatz Greberhof. Die Heinzenberger Gesellschaftsmühle liegt dagegen in der Gemarkung von Hochstetten-Dhaun.

## Geschichte
Vorgeschichtliche Grabhügel und Spuren römischer Besiedlung bezeugen eine frühe Siedlungsgeschichte der kleinen Gemarkung von Heinzenberg.
Im Mittelalter stand etwas oberhalb des Dorfs eine kleine Burg, die 1152 als „Hemezberg“ oder „Henzenberg“ urkundlich erwähnt wird. Bewohner, die Herren von Heinzenberg, spielten im Hunsrückraum im Mittelalter eine nicht unbedeutende Rolle, wo sie als Vasallen der Grafen von Veldenz und der Wildgrafen sowie der Erzbischöfe von Mainz und Trier in Erscheinung traten. Zu den Veldenzer Lehen der Heinzenberger gehörte u. a. die Vogtei Hennweiler. Dort waren sie als Vögte im Auftrag ihres Lehnsherrn mit der Ausübung der Gerichtsbarkeit, der Einnahme und Festsetzung von Steuern und Abgaben der Untertanen und für den militärischen Schutz der Bevölkerung und Kirche betraut. Der Vogteibezirk, in dem sie diese Amtsgewalt ausübten, umfasste die Dörfer Hennweiler, Oberhausen, Guntzelberg, Rode, das Tal (Dorf) Heinzenberg und den Hof Eigen.
Im Jahr 1278 verkauften die Heinzenberger ihre Burg dem Erzbischof von Trier, der die Familie seinerseits damit belehnte. Damit wurde die Burg Trierer Lehen. Mehrmals werden die Heinzenberger als Schirmvögte des Klosters Ravengiersburg erwähnt. Ihr Wappen mit der silbernen Schnalle weist auf eine Verwandtschaft mit den Herren von Schmidtburg hin.
Unter den Herren von Heinzenberg ragt Wilhelm III. von Heinzenberg besonders heraus, was bereits zu seiner Zeit im lat. Namenstitel „Nobilis vir“ (Edelmann) verdeutlicht wurde. Als Minnesänger, dessen Lieddichtung sogar in die Manessische Liederhandschrift Eingang fand, hatte der Heinzenberger einigen Ruhm erlangt.
Kurz vor 1400 starb das Geschlecht der Heinzenberger aus, deren Erbe nun auf die Ritter von Schloss Wartenstein über dem Hahnenbachtal überging. Wartenstein wurde mit dem Beginn des 15. Jahrhunderts Verwaltungsmittelpunkt der reichsritterschaftlichen Herrschaft Wartenstein, zu der auch das Dorf Heinzenberg gehörte. Die Gerichtsbarkeit in diesem Amtsbezirk lag zunächst bei den Herren von Schwarzenberg und ab 1583 bei den Herren von Warsberg.
Nach dem Ende der Feudalherrschaft und der französischen Verwaltungsreform seit 1798 war die Ortsgemeinde Heinzenberg Bestandteil der Mairie Kirn. Um 1800 zählte der Ort nur 6 eingeschossige Gebäude.
Nach dem Ende der französischen Herrschaft war der nun in Bürgermeisterei Kirn umbenannte Verwaltungsbezirk zunächst dem Kreis Simmern, dann dem Kreis Oberstein zugeordnet. Erst im Mai 1817 erfolgte die Eingliederung in den preußischen Kreis Kreuznach.
Als Kirn im Jahr 1857 Stadtrechte und eine eigene Verwaltung erhielt, bildeten die Landgemeinden die „Landbürgermeisterei Kirn“, die vom Kirner Bürgermeister mit verwaltet wurde. Als diese Personalunion 1896 aufgehoben wurde, wählten die Vertreter der Landgemeinden ihren eigenen Bürgermeister. Die kleine Ortsgemeinde Heinzenberg verblieb ununterbrochen im Gemeindeverband „Amt Kirn-Land“, der im Zuge der Verwaltungsreform im Jahr 1969/70 zur „Verbandsgemeinde Kirn-Land“ umgebildet wurde.
Die Ortsgemeinde wies 1980 50 Einwohner sowie 13 Wohnungen in 13 Gebäuden auf. Ende 1993 lebten 50 Einwohner in der Gemeinde. 11 Gebäude werden im Ort ausgewiesen.
Statistik zur Einwohnerentwicklung
Mit rund 20 Einwohnern (Stand 2018) ist die Ortsgemeinde Heinzenberg die kleinste Gemeinde im ganzen Landkreis Bad Kreuznach und zählt zu den zehn kleinsten deutschen Gemeinden.
Die folgende Tabelle zeigt die Entwicklung der Einwohnerzahl von Heinzenberg; die Werte von 1871 bis 1987 beruhen auf Volkszählungen:
| Jahr | Einwohner |
| ---- | --------- |
| 1815 | 66        |
| 1835 | 66        |
| 1871 | 49        |
| 1905 | 48        |
| 1939 | 60        |
| 1950 | 58        |
| 1961 | 53        |

| Jahr | Einwohner |
| ---- | --------- |
| 1970 | 52        |
| 1987 | 30        |
| 1997 | 30        |
| 2005 | 27        |
| 2011 | 33        |
| 2017 | 24        |
| 2023 | 25        |

## Politik

### Bürgermeister
Stephan Ostgen ist seit 2019 Ortsbürgermeister von Heinzenberg. Ostgens Vorgänger war der langjährige Ortsbürgermeister Walter Rockenbach.

### Wappen
| Wappen von Heinzenberg | Blasonierung: „Schild gespalten, vorne in Schwarz ein silberner, goldgekrönter, -bewehrter und -gezungter Löwe, hinten in Rot eine silberne mit 4 roten und 4 blauen Steinen belegte Gewandschließe.“ |
| Wappen von Heinzenberg | Wappenbegründung: Der Löwe nimmt Bezug zur Herrschaft Wartenstein (Trierer Lehnen an von Warsberg). Das Wappen der Herren zu Heinzenberg zeigt eine silberne Gewandschließe in rotem Feld. Der Gemeinderat beauftragte am 28. Januar 1966 Architekt Palm, Bad Kreuznach, einen Entwurf für ein Gemeindewappen zu erarbeiten. In der Sitzung am 16. Mai 1966 nahm der Rat den vorgelegten Entwurf, der von Grafiker Brust, Kirn-Sulzbach, überarbeitet wurde, an. Nach Zustimmung durch das Staatsarchiv erteilte das Ministerium des Inneren in Mainz am 29. Juni 1966 die Genehmigung zur Führung eines eigenen Wappens. |

## Sehenswürdigkeiten
Direkt über dem Ort thront die Burgruine der Grafen von Heinzenberg.
Siehe auch: Liste der Kulturdenkmäler in Heinzenberg